# Cimetière militaire allemand de Lassigny
Le Cimetière militaire allemand de Lassigny est un cimetière militaire de la Première Guerre mondiale situé sur le territoire de la commune de Lassigny dans le département de l'Oise.

## Historique
Le cimetière militaire allemand de Lassigny, édifié par la France en 1919. Au départ, il rassemblait des dépouilles de soldats français et allemands puis les corps des Français furent transférés dans un autre cimetière, en 1922. Des corps de soldats allemands provenant d'autres lieux furent transférés ensuite ici.

## Caractéristiques
1 777 soldats allemands reposent dans ce cimetière, 1 097 dans des tombes individuelles  matérialisées par des croix en métal, parmi eux 6 ne sont pas identifiés, 680 dans deux ossuaires dont 467 non-identifiés.
Parmi ces soldats, 400 sont tombés pendant de la course à la mer, à l'automne 1914, entre Noyon et Roye et pendant la guerre de position de la fin 1914 à 1917, lorsque les Allemands se sont repliés sur la Ligne Hindenburg. Les soldats reposant dans le cimetière sont tombés pendant la Bataille du Kaiser du printemps 1918 et de l'offensive des Cent-Jours de l'été et de l'automne 1918 suivi.

### Galerie

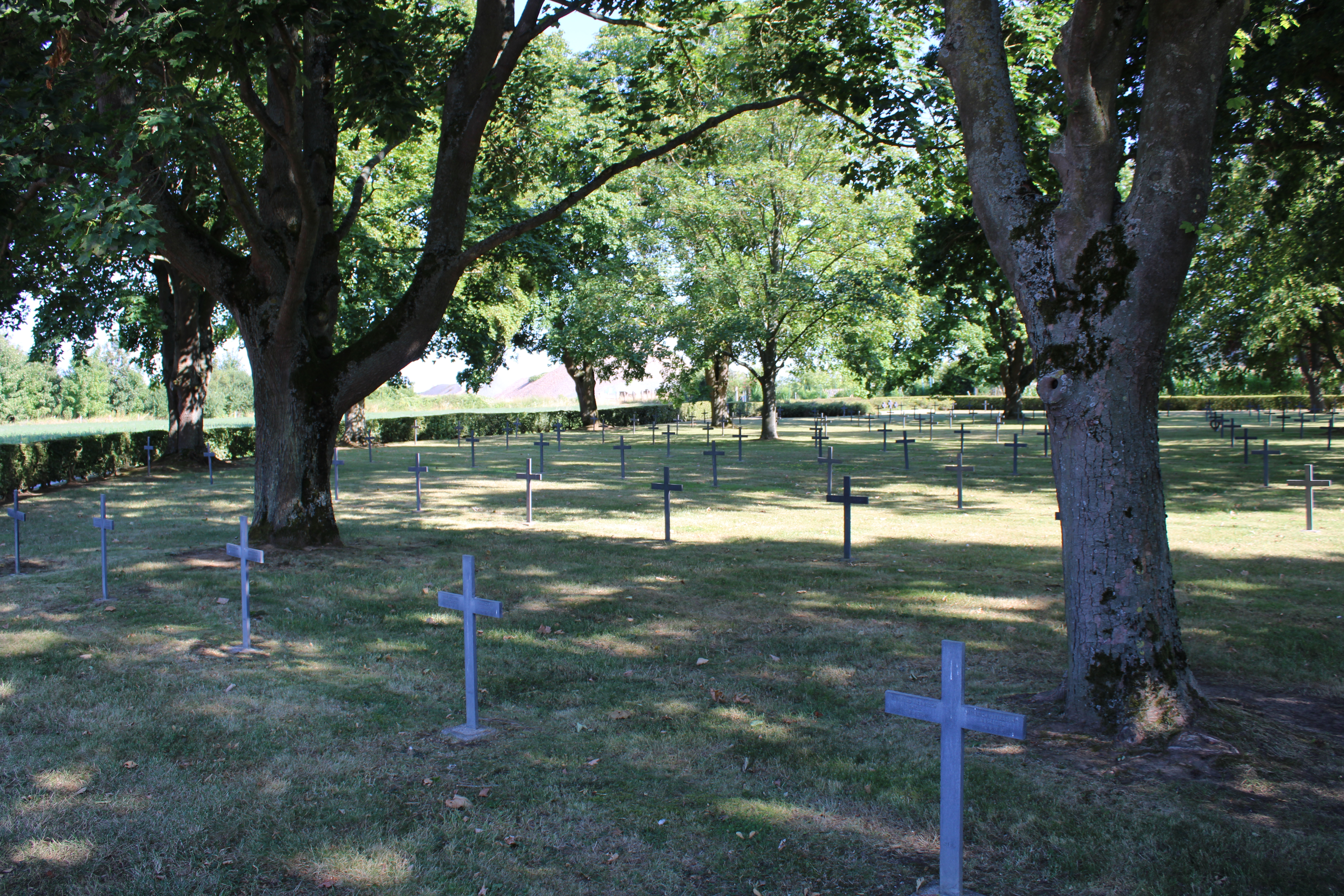
Vaste cimetière ombragé.
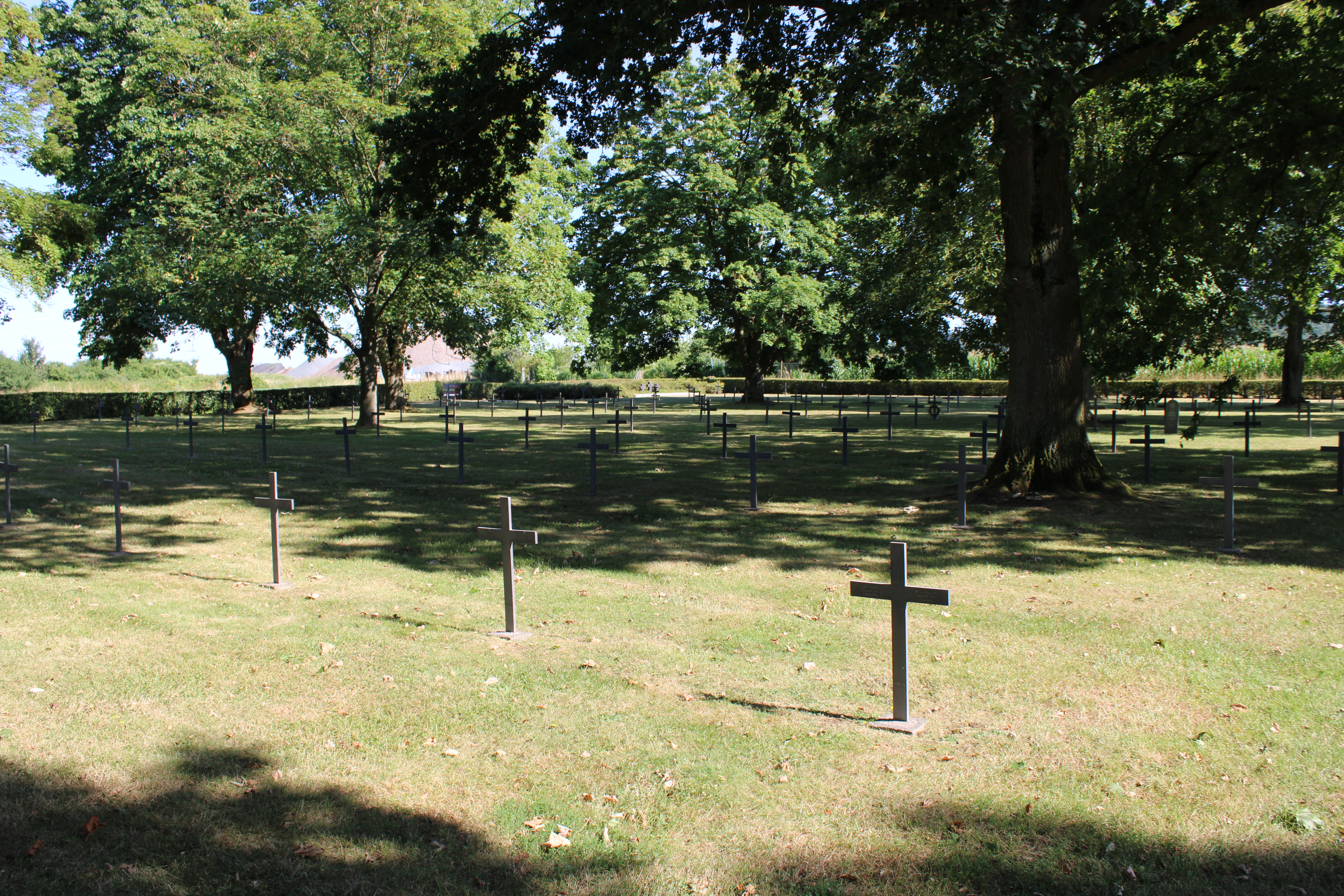
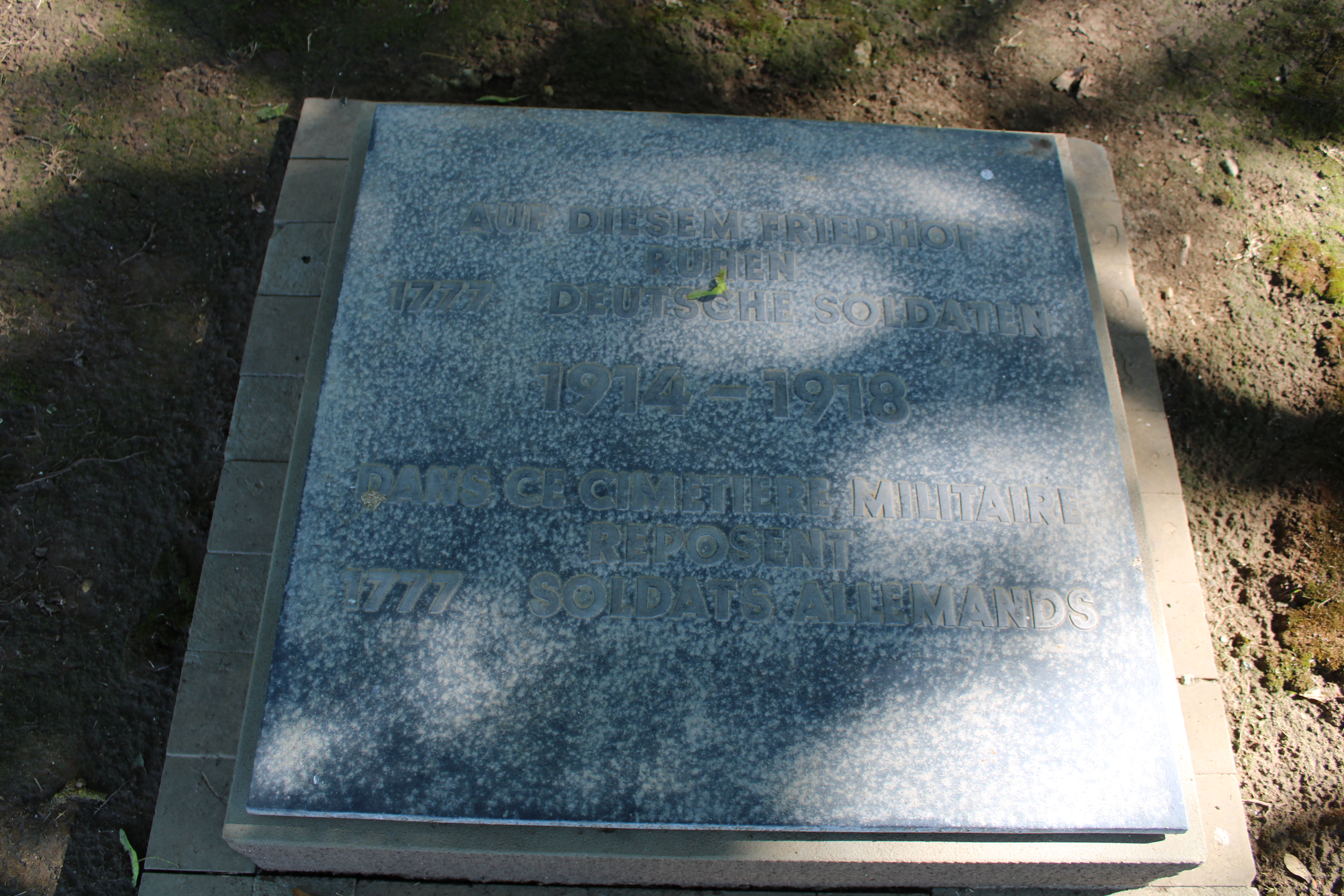
"Dans ce cimetière reposent 1777 soldats allemands."
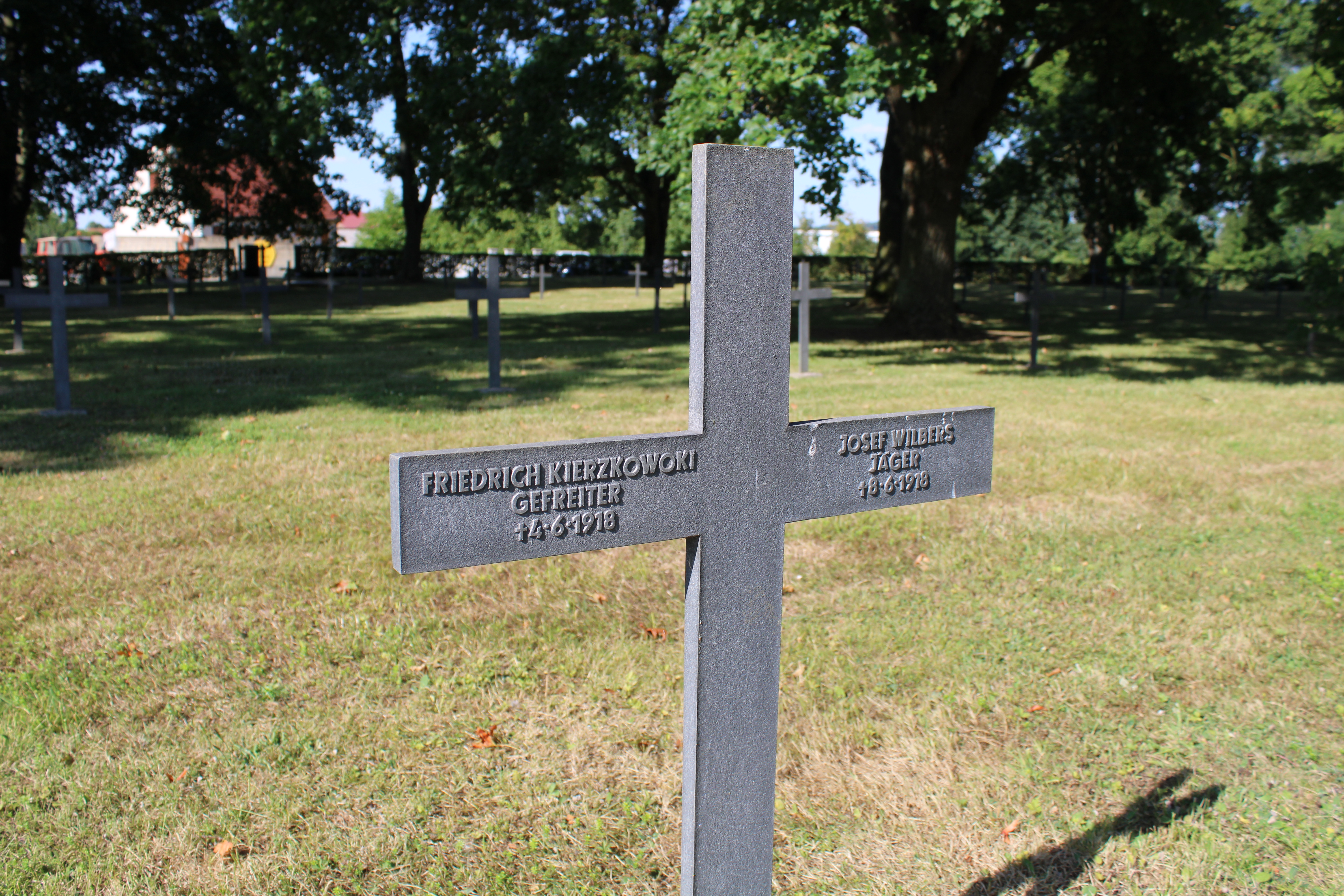
Croix métallique: sur chacune d'elles sont écrits en relief les noms de 4 soldats.
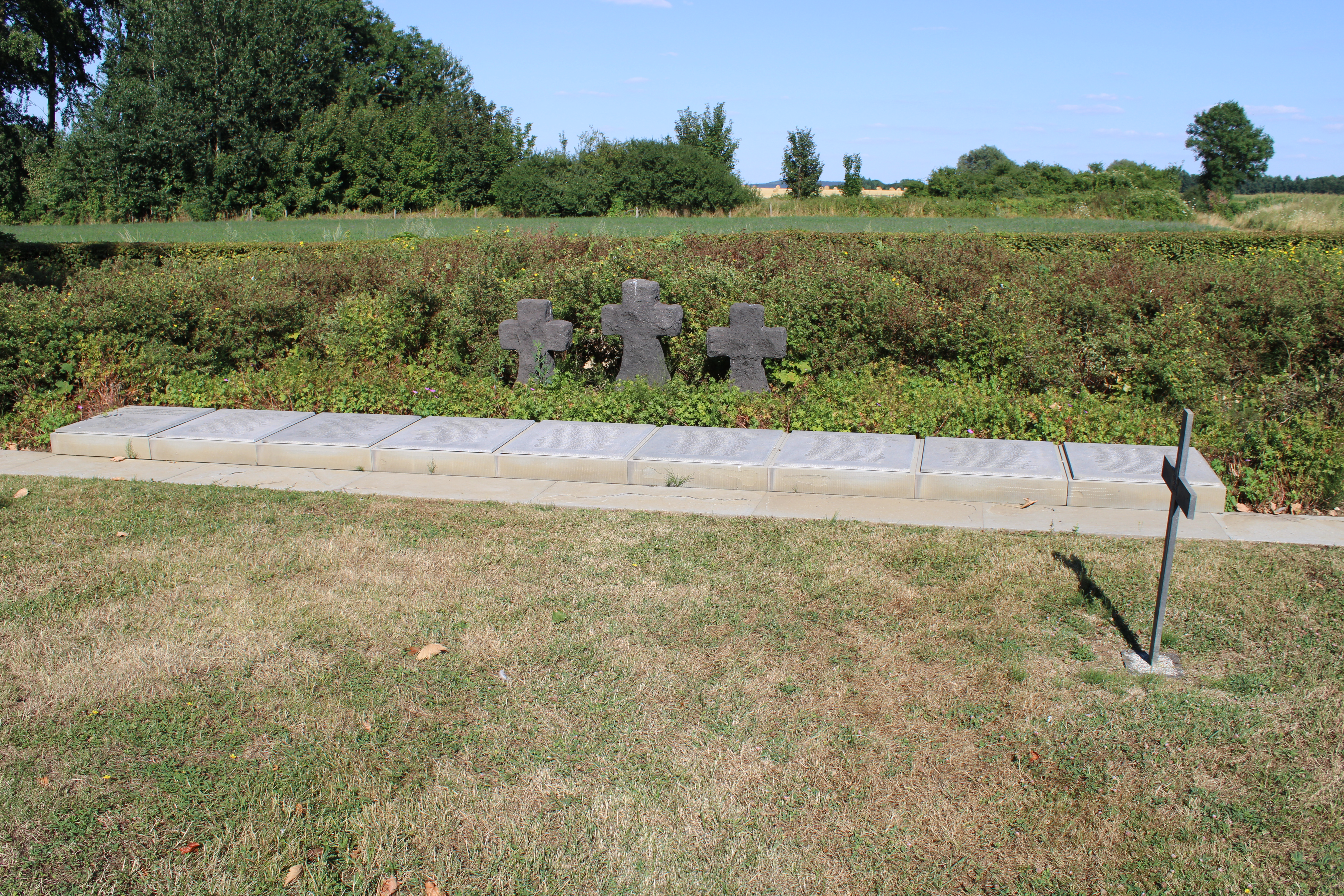
Un ossuaire.
Plaque portant les noms des soldats.